# Mu Legend
MU Legend es un juego de rol de acción multijugador masivo en línea (MMOARPG). Está basado en el juego MU Online de 2001 y en MU Origin.
Al igual que su predecesor, MU Legend es desarrollado por la compañía de juegos coreana Webzen Games. El título ha estado en desarrollo durante bastante tiempo; Los primeros rumores al respecto aparecieron en 2004 y su desarrollo se retrasó hasta 2009. El tráiler debut de MU2 se mostró en la G-Star Expo 2011 en Busan el 10 de noviembre de 2011. El juego está basado en Unreal Engine 3 y comparte características familiares con Mu Online como interfaz. usuario distintivo y control S. El 23 de septiembre de 2015, el sitio oficial coreano se actualizó con una página teaser. MU 2 ha pasado a llamarse MU Legend. El 25 de octubre de 2016, MU Legend comienza su lanzamiento global con una primera beta cerrada prueba.

## Venta de Mu Legend a Valofe
Tras casi 2 años de servicio con Webzen MU Legend migra a un nuevo editor. VALOFE  será la nueva encargada de dar servicio y llevar el día a día de este MMOARPG. Si no queréis perder vuestro progreso recordad migrar vuestra cuenta a los nuevos servidores.

VALOFE tiene mucho interés en ofrecer actualizaciones continuas para que MU Legend permita a los jugadores continuar su legendario viaje. Las futuras actualizaciones que contengan nuevos contenidos y eventos también se incluirán en la migración del servicio. VALOFE hará todo lo posible para que la migración del servicio sea fluida.